# American Hi-Fi
American Hi-Fi är en amerikansk pop/punk-grupp från Boston, USA. Deras debutalbum American Hi-Fi släpptes 2001. De hette från början BMX Girl men på inrådan av bandets producent ändrades namnet.

## Diskografi
- American Hi-Fi (2001)
- Rock N Roll Noodle Shop/Live in Tokyo Japan (2002)
- The Art of Losing (2003)
- Hearts on Parade (2005)

## Bandmedlemmar
- Stacy Jones - sång, gitarr
- Jamie Arentzen - gitarr, backup sång
- Drew Parsons - bas, backup sång
- Brian Nolan - trummor (1998-2003)
- Jason Sutter - trummor (2004-2006)
- Ryota Nakatani - trummor (1998-2006)